# Evgenija Šapovalova
Evgenija Anatol'evna Šapovalova, accreditata come Evgenia Shapovalova dalla FIS (in russo Евгения Анатольевна Шаповалова?; Nižnij Tagil, 15 giugno 1986), è una fondista russa.

## Biografia
In Coppa del Mondo ha esordito il 28 ottobre 2006 a Düsseldorf (48ª), ha ottenuto il primo podio il 28 gennaio 2007 a Otepää (3ª) e la prima vittoria il 15 febbraio successivo a Changchun.
In carriera ha preso parte a due edizioni dei Giochi olimpici invernali, Vancouver 2010 (28ª nella sprint) e Soči 2014 (28ª nella sprint), e a tre dei Campionati mondiali (12ª nella sprint a squadre a Sapporo 2007 il miglior risultato).
Nell'ambito delle inchieste sul doping di Stato in Russia, il 9 novembre 2017 il Comitato Olimpico Internazionale ha accertato una violazione delle normative antidoping da parte della Šapovalova in occasione delle Olimpiadi di Soči, annullando conseguentemente i risultati ottenuti e proibendole di partecipare a future edizioni dei Giochi olimpici. Conseguentemente, anche la Federazione Internazionale Sci ha aperto un'inchiesta sulla posizione della Šapovalova, escludendola dalle competizioni a partire dal 30 novembre. Il 1º febbraio 2018 il Tribunale Arbitrale dello Sport ha però accolto il ricorso presentato dalla Šapovalova contro tale decisione; conseguentemente, anche la Federazione Internazionale Sci ha revocato la propria sospensione.

## Palmarès

### Coppa del Mondo
- Miglior piazzamento in classifica generale: 23ª nel 2007
- 4 podi (2 individuali, 2 a squadre):
  - 1 vittoria (individuale)
  - 3 terzi posti (1 individuale, 2 a squadre)

#### Coppa del Mondo - vittorie
| Data             | Località  | Nazione | Spec. |
| ---------------- | --------- | ------- | ----- |
| 15 febbraio 2007 | Changchun | Cina    | SP TC |

Legenda:

TC = tecnica classica

SP = sprint

#### Coppa del Mondo - competizioni intermedie
- 1 podio di tappa:
  - 1 secondo posto